# Błędnikowce
Błędnikowce (Anabantoidei) – podrząd słodkowodnych ryb okoniokształtnych wyposażonych w narząd błędnikowy zwany labiryntem.
Zaliczane są do nich m.in. łaźce, wielkopłetwy, skrzeczyki, gurami, bojowniki, prętniki, sandelie, buszowce i beloncje. Ze względu na ubarwienie, biologię rozrodu oraz zachowanie są często hodowane w akwariach.
W starszych publikacjach dla tej grupy ryb stosowano nazwy labiryntowate, labiryntowce lub ryby labiryntowe. Dwie pierwsze nazwy (labiryntowate i labiryntowce) były dawniej uważane za polskie nazwy taksonów, pierwsza zwykle w randze rodziny, druga – nadrodziny lub podrzędu. W wyniku rewizji taksonomicznych nazwy te zostały zastąpione innymi. Obecnie nazwy te są jeszcze używane wśród akwarystów jako nazwy potoczne.

## Występowanie
Błędnikowce występują w południowo-wschodniej i wschodniej Azji oraz w Afryce, w wodach ubogich w tlen strefy tropikalnej.

## Tryb życia
Ryby labiryntowe żyją w słabo natlenionych wodach słodkich lub brachicznych. Ponieważ ich ikra jest wrażliwa na niedobór tlenu, ryby te budują przy powierzchni wody gniazda otoczone pęcherzykami powietrza, dzięki czemu złożona w niej ikra i rozwijające się z niej embriony mają zapewnione odpowiednie warunki tlenowe. Samce większości gatunków opiekują się ikrą i narybkiem, nierzadko tocząc zażarte boje w ich obronie.

## Zmiany w nazewnictwie

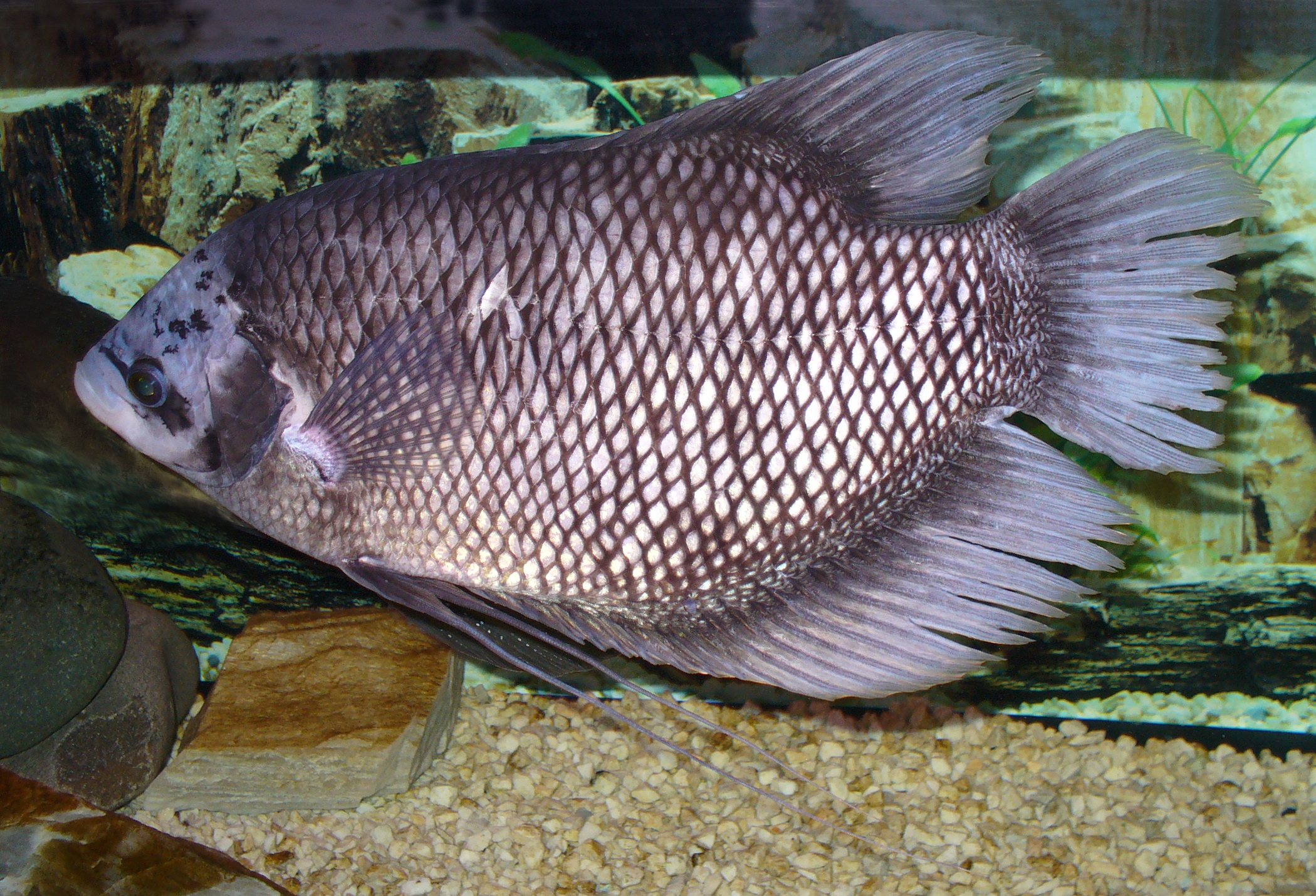
Gurami olbrzymi (Osphronemus goramy)

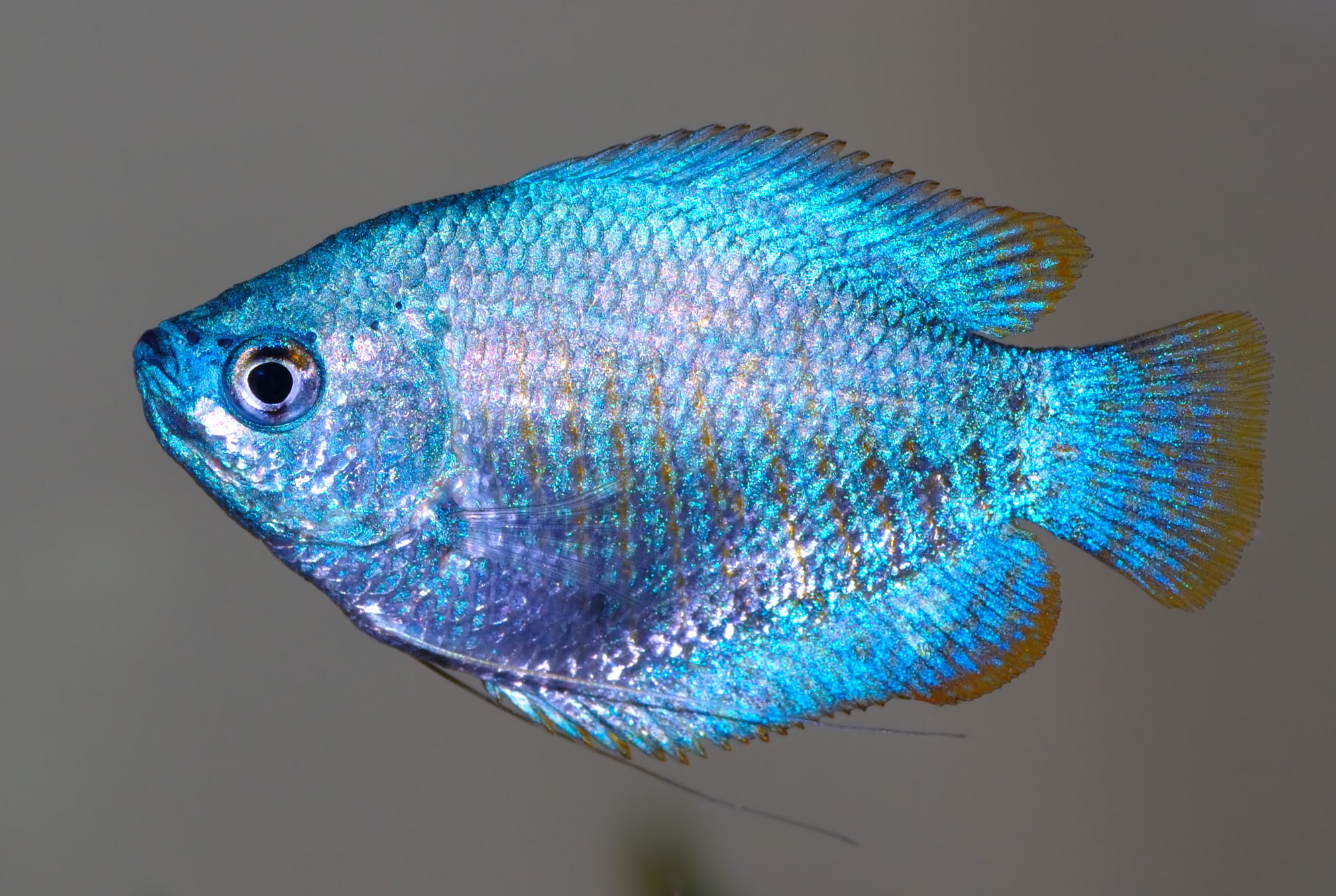
Prętnik karłowaty (Colisa lalia)

Klasyfikacja gatunków zaliczanych obecnie do błędnikowców była od dawna przedmiotem wielu analiz i dyskusji, a zaszeregowanie do odpowiednich kategorii systematycznych ulegało zmianom. Ich wspólna cecha charakterystyczna – narząd błędnikowy (tzw. labirynt) – oraz zdolność łaźca do poruszania się po lądzie skłaniały ku nazwom: labiryntowce, ryby labiryntowe, łaźce, łaźcowate, błędnikowe lub błędnikowce. Dodatkowe zamieszanie wprowadziły nazwy rodzin: łaźcowate, labiryntowate i błędnikowate.
Znaczenie nazw ryb labiryntowych zmieniało się wraz z rozwojem wiedzy o relacjach pokrewieństwa pomiędzy poszczególnymi gatunkami. Początkowo wszystkie ryby z tej grupy klasyfikowane były w rodzinie Anabantidae, którą w języku polskim nazywano: labiryntowate, łaźcowate lub błędnikowate. Z rodziny Anabantidae wyłoniono kilka wyraźnie różniących się grup, które zaklasyfikowano jako podrodziny w obrębie Anabantidae lub jako odrębne rodziny: Belontiidae, Helostomatidae, Luciocephalidae i Osphronemidae. Wszystkie te rodziny (włącznie z Anabantidae) zgrupowano razem w podrzędzie Anabantoidei – błędnikowce, również nazywane rybami labiryntowymi.
Częste zmiany w klasyfikacji pociągnęły za sobą liczne nieścisłości, głównie w literaturze popularnej, zwłaszcza akwarystycznej, gdzie wymienione nazwy są bardzo często mylone. Również w wydawnictwach encyklopedycznych pojawiały się nieścisłości, np. w tej samej publikacji rodzina Anabantidae określona została nazwą beloncjowate, a Belontiidae nazwą labiryntowate. Innym, zaczerpniętym z literatury akwarystycznej, przykładem błędnego nazewnictwa jest nazwa łaźcowate dla Anabantoidei.

## Systematyka
Do błędnikowców zalicza się obecnie 3 rodziny:
- Anabantidae – łaźcowate
- Helostomatidae – całuskowate
- Osphronemidae – guramiowate

We wcześniejszych klasyfikacjach wyróżniano jeszcze rodziny beloncjowatych (Belontiidae) i szczupakogłowcowatych (Luciocephalidae), które obecnie zaliczane są jako podrodziny Belontiinae i Luciocephalinae w obrębie guramiowatych.

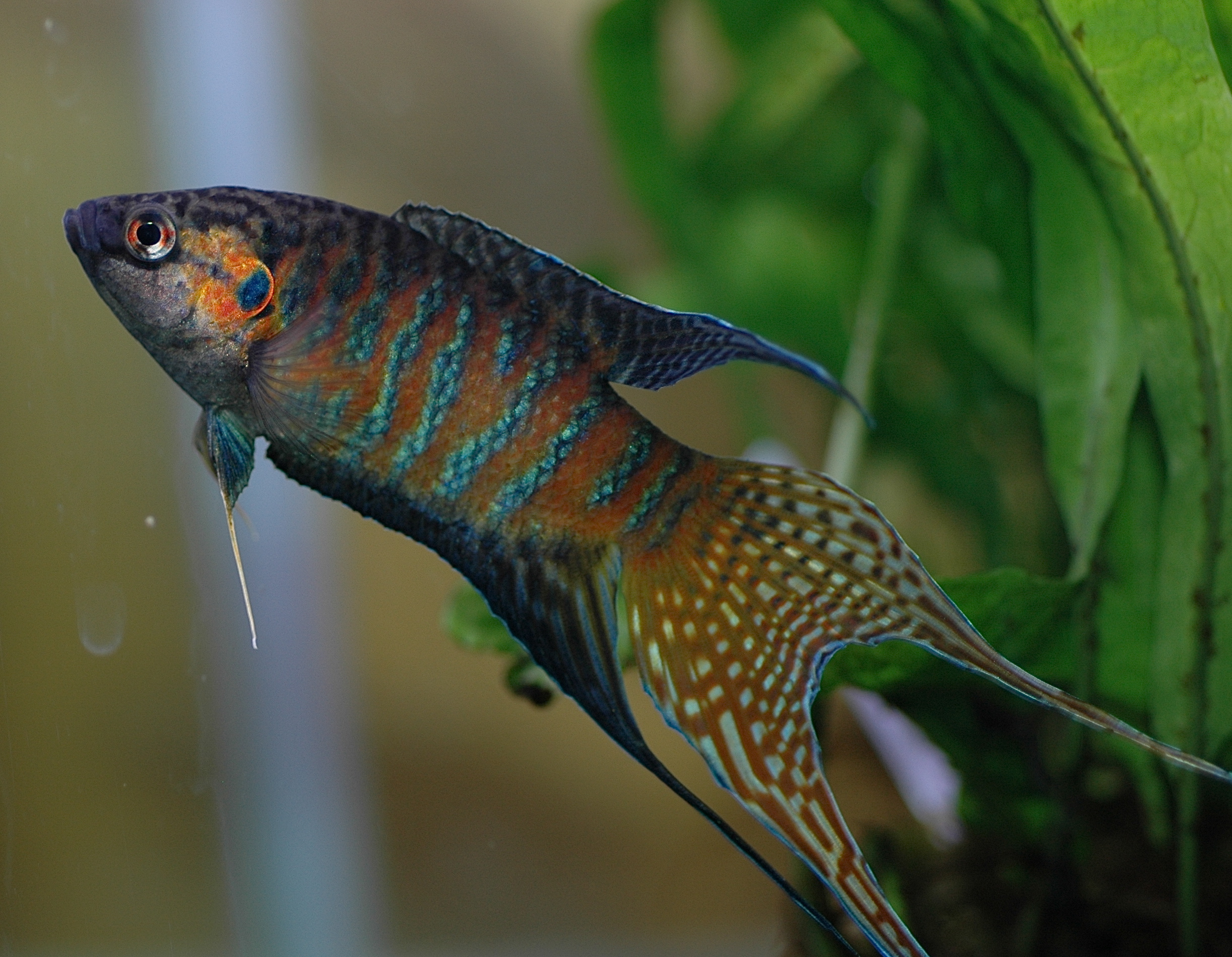
Wielkopłetw wspaniały (Macropodus opercularis)